# Tibor Cservenyák
Tibor Cservenyák (Szolnok, 8 agosto 1948) è un ex pallanuotista ungherese, vincitore di una medaglia d'oro alle olimpiadi di Montréal 1976 ed una d'argento a Monaco 1972.